# Josef Valčík
Josef Valčík (2. listopadu 1914 Smolina – 18. června 1942 Praha) byl československý voják, příslušník protinacistického odboje během okupace Československa a příslušník výsadkové skupiny Silver A. Spolupracoval také se členy výsadku Anthropoid Jozefem Gabčíkem a Janem Kubišem na přípravě atentátu na zastupujícího říšského protektora R. Heydricha. Zemřel v boji s německými oddíly v kostele sv. Cyrila a Metoděje. V roce 2002 byl povýšen in memoriam do hodnosti plukovníka.

## Mládí
Narodil se ve Smolině u Valašských Klobouk jako syn Jana Valčíka a Veroniky Valčíkové, rozené Bětíkové, do nemajetné, katolicky orientované rodiny. Měl sedm sourozenců – tři bratry a čtyři sestry (Alois, Emil, Terezie, Františka, Marie, Antonín, Ludmila). Absolvoval tři třídy obecné a dva ročníky pokračovací školy ve Smolině a Lačnově, poté se vyučil koželuhem ve firmě Julia Matyáše ve Valašských Kloboukách. V letech 1934–1936 pracoval v Otrokovicích a Zlíně jako koželuh v Baťových závodech.

## Vojenská služba
Dne 1. října 1936 nastoupil základní vojenskou službu u 22. pěšího pluku v Jičíně, během níž získal hodnost četaře. V období po Mnichovské dohodě se jeho pluk přesunul do oblasti Krkonoš. Po okupaci Čech a Moravy německými vojsky 15. března 1939 byl propuštěn z armády a 22. března nastoupil znovu jako koželuh do Otrokovic.

## Útěk z protektorátu
Do práce přišel naposledy 11. srpna 1939. Poté uprchl přes Slovensko, Maďarsko, Jugoslávii, Řecko, Turecko, Sýrii a Egypt. V roce 1940 se dostal do Francie. Ve městě Agde byl 6. března prezentován do československé zahraniční armády. Po napadení Francie bojoval proti německým vojskům jako příslušník 2. pěšího pluku. Ohrožené vojsko opustilo Francii 7. července 1940 z přístavu v Sète na egyptské lodi Mohamed Ali al Kebir. Přes Gibraltar, podél břehů Afriky byli českoslovenští vojáci transportováni do Liverpoolu, kde přistáli 13. července.

## Pobyt ve Velké Británii
Zpočátku byl Valčík v rámci československých jednotek umístěn v provizorním stanovém táboře v Cholmondeley u Chesteru v blízkosti Liverpoolu. Po absolvování školy pro rotmistry byl 27. září 1940 jmenován výkonným rotmistrem 1. roty. V roce 1941 se dobrovolně přihlásil k plnění úkolů v okupovaném Československu, a proto byl zařazen do speciálních přípravných kurzů - nejprve prošel desetidenním paravýcvikem na letišti u Manchesteru a poté byl zařazen do Special Training School na farmě Cammus Darrah u jezera Morar ve Skotsku. Zde přebral zkušenosti speciálních britských jednotek commandos od příslušníků elitní Skotské gardy. Těsně před plánovaným odletem do protektorátu podstoupil ve dnech 21.–28. října 1941 jednotýdenní parašutistický kurs na letišti Ringway u Manchesteru. Další kursy absolvoval v sabotážní škole v Dunham House a v Bellasis u Dorkingu.
Během svého výcviku prokázal svou vynikající výdrž a zručnost. Velitel školy major Edwards na něj napsal tento posudek:
| „ | Veselý, kamarádský, domýšlivý, někdy se přeceňující, smělý, příliš samostatný, s menším smyslem pro kolektivní práci, iniciativní, dobře pracuje v noci, spolehlivý… Silné konstrukce, s dobře vyvinutým svalstvem, schopný nejtěžších námah i dlouhých pochodů, dravý a zručný v ananském boji... Celkové hodnocení: tělesně i duševně vyspělý, odvážný, velmi vhodný k provádění samostatných úkolů za nejtěžších podmínek.“ | “ |

Komplexní výcvik byl ukončen 22. října 1941, během něhož byl vybrán do výsadku Silver A. Jeho kolegy byli velitel skupiny nadporučík Alfréd Bartoš a telegrafista, svobodník Jiří Potůček.

## Výsadek na území Protektorátu Čechy a Morava

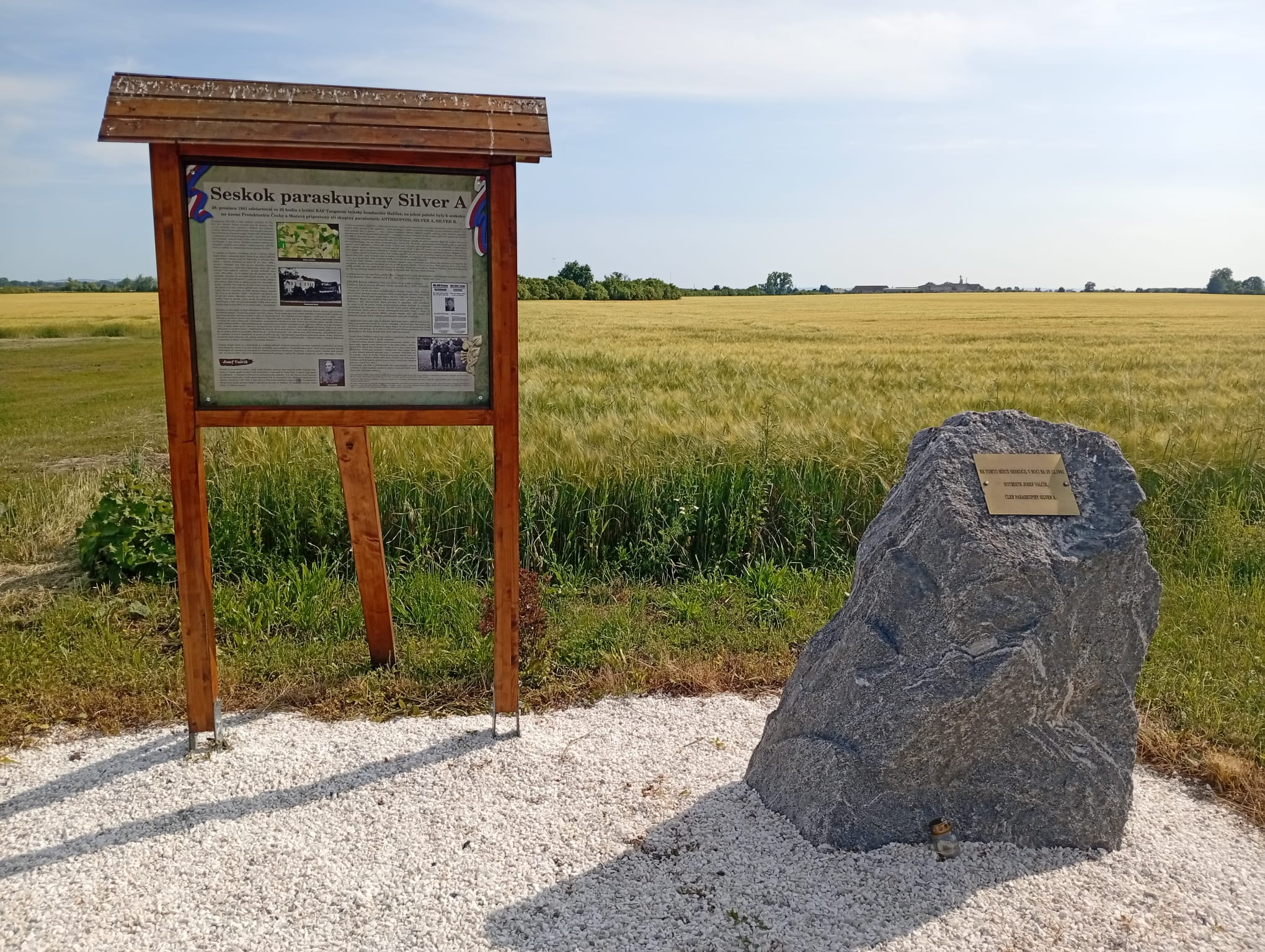
Památník v místě seskoku Josefa Valčíka (Ostrov, část obce Úmyslovice)
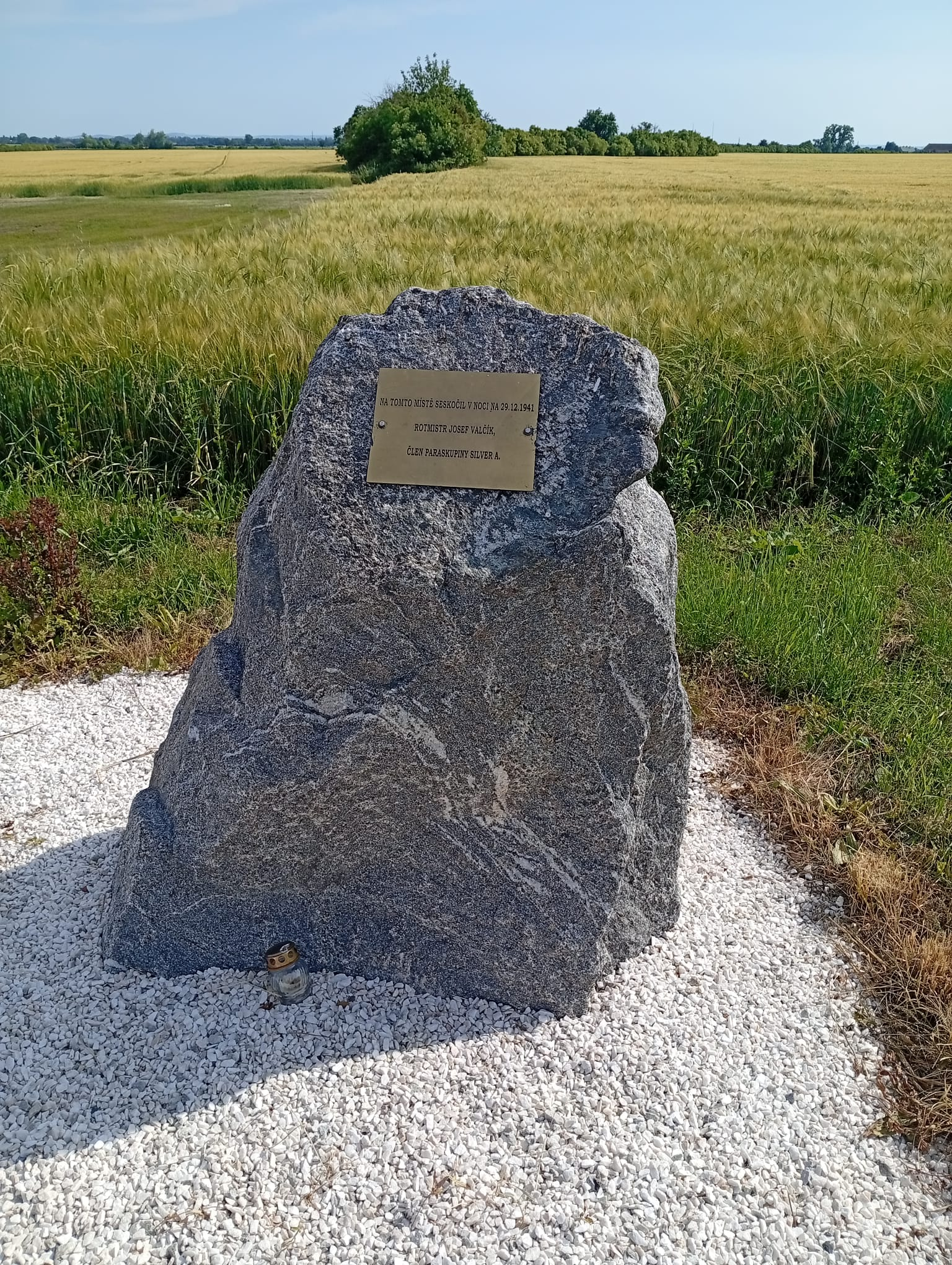
Deatil památníku v místě seskoku Josefa Valčíka (Ostrov, část obce Úmyslovice)
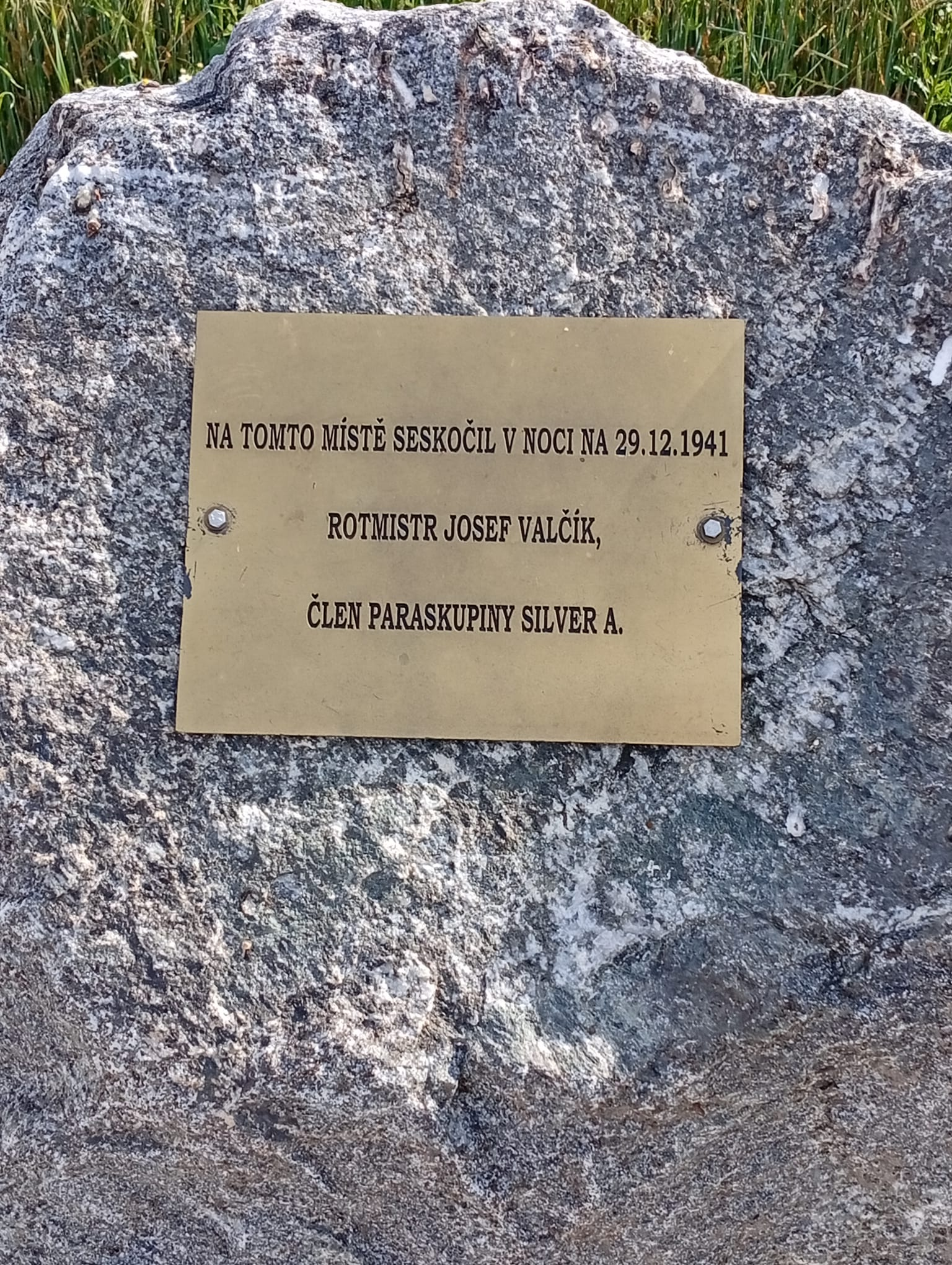
Pamětní deska na památníku v místě seskoku Josefa Valčíka (Ostrov, část obce Úmyslovice)

Hlavním úkolem skupiny Silver A bylo udržování spojení s Anglií a předávání důležitých zpráv o dění v protektorátu prostřednictvím vysílačky (krycí jméno Libuše). Po několika nezdařených pokusech (29. října, 7. listopadu, 30. listopadu) byl výsadek proveden společně s účastníky skupin Anthropoid a Silver B v noci z 28. na 29. prosince 1941. Tyto tři skupiny se setkaly na palubě Halifaxu Mk.II 138. peruti RAF, a o svých úkolech mezi sebou nesměly mluvit. Valčík vyskakoval z letadla jako poslední ze skupiny a to až po vyhození dvou balíků, proto po seskoku ztratil kontakt s oběma svými kolegy. Kvůli navigační chybě a německé protiletecké palbě výsadek nebyl proveden u Heřmanova Městce ale u Senic nedaleko Poděbrad. 

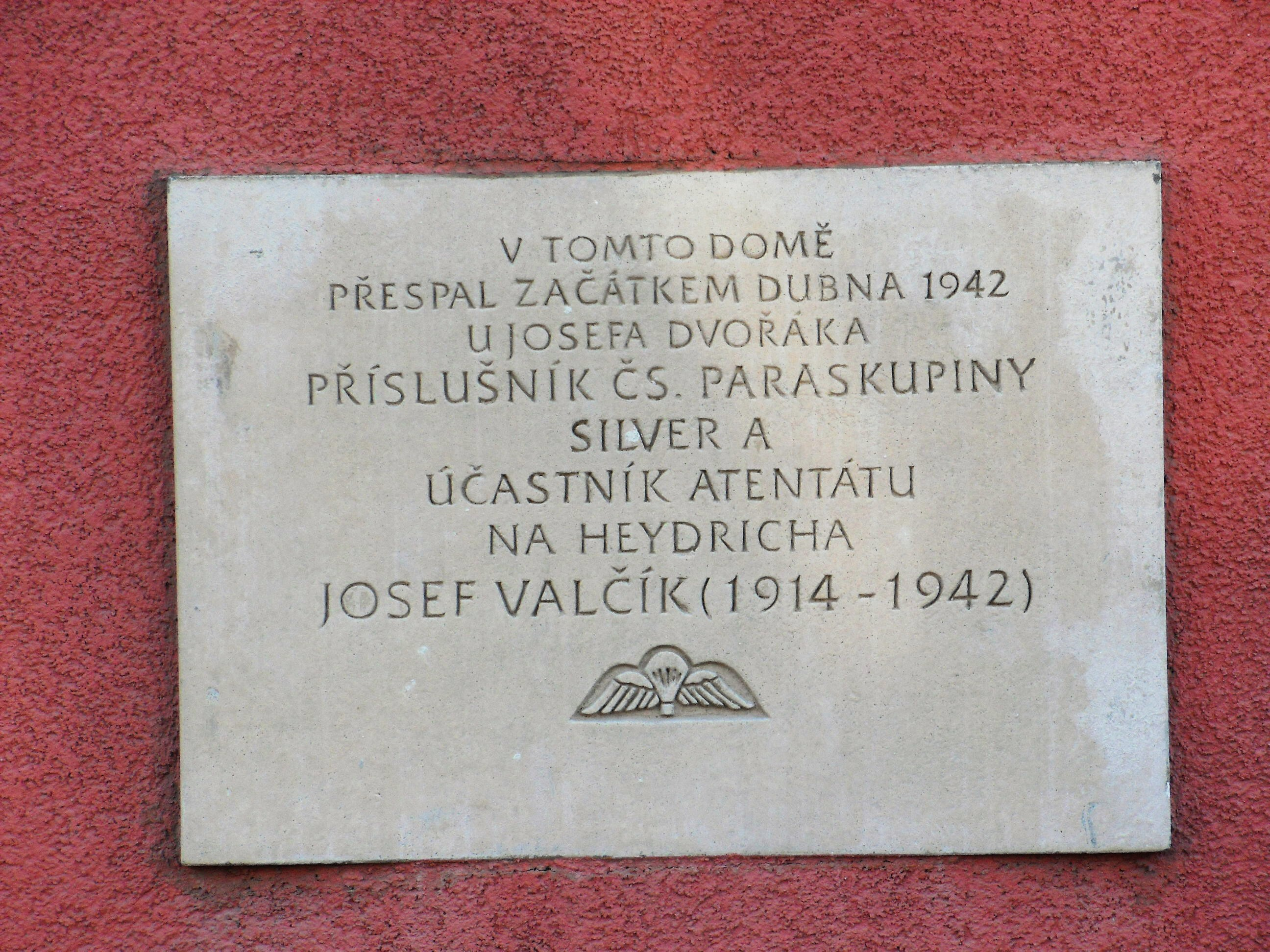
Pamětní deska Josefu Valčíkovi na náměstí Míru v Brně

Valčík ukryl oba balíky s vysílačkou i svůj padák a vypravil se pěšky do Poděbrad. První člověk, za kterým se vydal, byl úředník městské spořitelny v Chrudimi František Burša. Ten byl však již v říjnu 1941 zatčen gestapem. Vydal se proto pěšky do Mikulovic, kde mu již pomohl dělník Adolf Švadlenka. Společně s ním, učitelem Josefem Janáčkem a řidičem Františkem Valentou se podařilo Valčíkovi ukrýt vysílačku a přijímač. Se svým velitelem Bartošem se setkal 31. prosince v Mikulovicích.
V lednu 1942 se parašutistům podařilo získat křestní listy již zemřelých lidí, na jejichž základě jim byli vystaveny úřední doklady. Z Valčíka se tak stal Miroslav Šolc z Hodonína. Tyto doklady předal Alfrédu Bartošovi farář ČCE František Dobiáš na své faře v Semtěši. Dobiáš byl udán a zbytek války vězněn v koncentračních táborech (Terezín, Buchenwald, Dachau). Po válce se vrátil do Semtěše.
Dne 6. ledna 1942 se s členy skupiny Silver A setkal bývalý poručík československé armády Jindřich Vaško, který jim navrhl, aby byla jejich vysílačka Libuše umístěna v odlehlém lomu Hluboká nedaleko Dachova a obce Ležáky. K prvnímu oboustrannému spojení s Anglií došlo 15. ledna. O den později oznámilo londýnské ústředí povýšení všech tří členů výsadku, přičemž Valčík se stal podporučíkem. Současně jim byl udělen Československý válečný kříž za statečnost před nepřítelem.

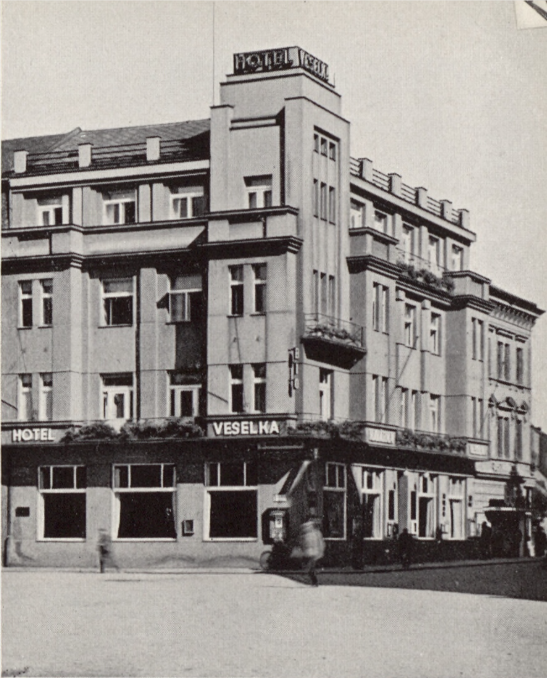
Hotel Veselka (1936)

Josef Valčík se nakrátko usadil v prvotřídním pardubickém hotelu Veselka, jehož majitel Arnošt Košťál na sebe vzal riziko a s falešnými doklady jej zaměstnal jako pomocného číšníka. Kromě toho byl často posílán mimo Pardubicko. V polovině ledna byl vyslán do Prahy, aby navázal kontakt s odbojovou sokolskou organizací a pokusil se také vyhledat členy skupiny Anthropoid, se kterými v posledních měsících ztratili kontakt. To se mu povedlo v druhé polovině února, kdy se s Gabčíkem a Kubišem setkal v bytě manželů Emanuely a Václava Khodlových ve Valdecké ulici (dnes Kolbenově) ve Vysočanech. Několikrát také vyjel na Českomoravskou vrchovinu, kde se měl pokusit navázat kontakt s výsadkem Silver B.
Na počátku března 1942 zjistilo gestapo při pravidelné kontrole policejních přihlášek nesrovnalosti v kartě Miroslava Šolce. Úředníci navštívili hotel Veselka, kde však Valčíka nezastihli. Hoteliér Arnošt Košťál Valčíka varoval a další den gestapu sdělil, že mu dal výpověď kvůli absencím a rozbitým talířům. Gestapo nechalo Košťála sledovat a po celém protektorátu rozeslalo Valčíkův popis. Proto musel Pardubice okamžitě opustit. Útěk mu pomohla naplánovat a zorganizovat učitelka Lidmila Malá, v jejímž bytě v blízkosti pardubického nádraží se Valčík často zdržoval, když zpracovával získávané informace. Skrýval se v několika vesnicích v okolí Pardubic (Dašice, Mnětice, Trnová) a 19. března odjel ke své rodině na Valašsko.
Ve Valašských Kloboukách se setkal se zdejším kaplanem Františkem Borákem (1910–1975), který se mu stal důležitým pomocníkem a zpovědníkem. V létě 1968 pak na toto téma hovořil Borák s učitelem Milanem Hlavicou, kdy řekl: „Valčík byl tehdy v situaci, z níž neviděl východisko. Nechtěl vydat v nebezpečí svou rodinu, ale přihlásit se na četnické stanici odmítl. Nezbývá mu prý nic jiného, než aby to sám se sebou skončil. Chtěl si vzít život. Řekl jsem mu, že by to byl projev osobní slabosti, ale také zrada na věci, kterou byl pověřen. Sklopil oči, zastyděl se. Odcházel klidnější. Před odchodem jsem mu dal jako talisman obrázek svatého Václava od Mikoláše Alše. Byl jsem velice rozrušen.“
Dne 4. dubna odjel ze Smoliny do Prahy, kde se za pomoci Marie Moravcové a Jana Zelenky (Hajského) napojil na členy Anthropoidu, s nimiž začal spolupracovat.
Dne 25. dubna spolupracoval na diverzní operaci Canonbury, jíž byla pověřena skupina Out Distance, přípravě spojeneckého bombardování plzeňské Škodovky. Spolu s Kubišem zapálil stoh na jedné straně Škodových závodů, zatímco na druhé straně oheň vznítili Adolf Opálka a Karel Čurda. Nálet se však nezdařil, neboť bomby byly svrženy mimo tovární zařízení.
V Praze se poté dále aktivně podílel v přípravách na atentát na Reinharda Heydricha. Téměř každý den jezdil s Kubišem a Gabčíkem na kolech k Dolnímu zámku v Panenských Břežanech a hledal místo vhodné pro uskutečnění atentátu. Kolo značky Ogar, na kterém jezdíval, měl schované u garážmistra Josefa Janečka na Žižkově. Nejednou na toto téma zavtipkoval:  „To je jediné správné kolo pro mne, však já su také ogar." Poslední detaily o provedení akce byly upřesněny večer 26. května na schůzce v bytě profesora Josefa Ogouna.[zdroj?]
Rozšířenou legendou je, že v den atentátu 27. května 1942 stál na protější straně ulice (dnešní Zenklova) a dával Jozefu Gabčíkovi a Janu Kubišovi znamení o příjezdu Heydrichova automobilu malým kapesním zrcátkem. Podle výzkumů předních českých historiků se však na atentátu přímo nepodílel. Důvodem byla především známost jeho podoby německým policejním složkám, což by mohlo průběh akce ohrozit. Několik dní po atentátu trávil u rodiny Sulků v Dejvicích, u nichž bydlel již od počátku května, u Špinkových v Biskupcově ulici č. 7, a jednu noc u Vladimíra Tichoty.

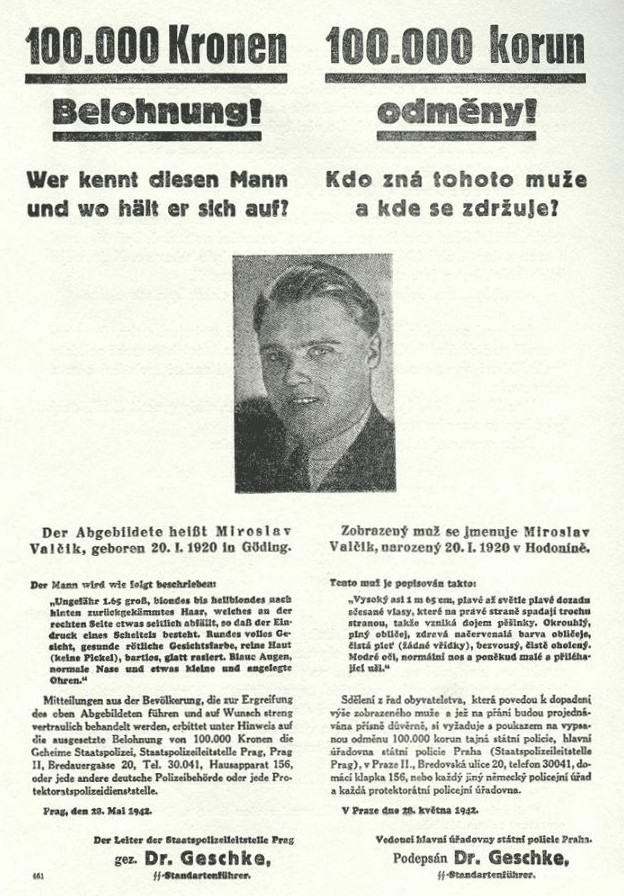
Německý plakát, slibující za pomoc s dopadením Valčíka velkou peněžitou sumu. Na plakátu je chyba, nesprávně je uváděno jméno Miroslav Valčík, neodpovídá ani místo a datum narození.

Den po atentátu se na ulicích kromě vyhlášek o stanném právu objevily i plakáty vyzývající k dopadení Valčíka, i když jej neuváděly přímo v souvislosti s atentátem. Jejich text byl následující:
| „ | 100.000 korun odměny! Kdo zná tohoto muže a kde se zdržuje? Zobrazený muž se jmenuje Miroslav Valčík, narozený 20. I. 1920 v Hodoníně. Tento muž je popisován takto: „Vysoký asi 1 m 65 cm, plavé až světle plavé, dozadu sčesané vlasy, které na pravé straně spadají trochu stranou, takže vzniká dojem pěšinky. Okrouhlý, plný obličej, zdravá načervenalá barva obličeje, čistá pleť (žádné vřídky), čistě oholený. Modré oči, normální nos a poněkud malé a přiléhající uši.“ Sdělení z řad obyvatelstva, která povedou k dopadení výše zobrazeného muže a jež na přání budou projednávána přísně důvěrně, si vyžaduje s poukazem na vypsanou odměnu 100.000 korun tajná státní policie, hlavní úřadovna státní policie Praha (Staatspolizeileitstelle Prag), v Praze II, Bredovská ulice 20, telefon 30041, domácí klapka 156, nebo každý jiný německý policejní úřad a každá protektorátní policejní úřadovna. V Praze dne 28. května 1942. Vedoucí úřadovny státní policie Praha. Podepsán Dr. Geschke, SS-Standartenführer. | “ |
| — | |   |

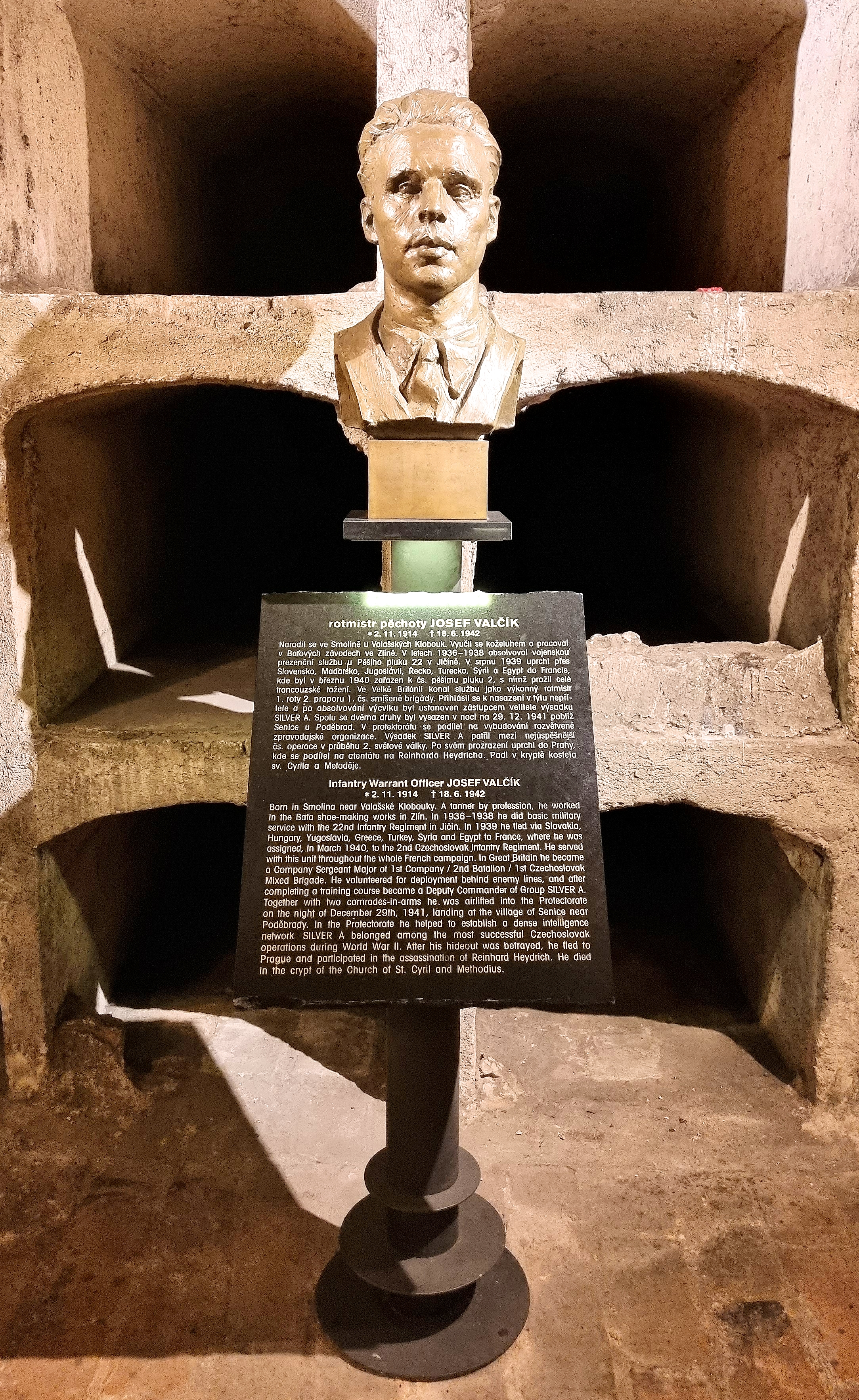
Busta Josefa Valčíka v kryptě kostela sv. Cyrila a Metoděje, Národní památník hrdinů heydrichiády

Poslední úkryt nalezl spolu s členy dalších výsadkových skupin v pravoslavném kostele sv. Cyrila a Metoděje v Resslově ulici. Jan Sonnevend, předseda sboru starších české pravoslavné církve, se dohodl s kaplanem ThDr. Vladimírem Petřekem, kaplanem chrámu, a ubytoval parašutisty v podzemní kryptě. Petřek, který se potom o skrývající se muže staral, postupně uvědomil o jejich přítomnosti faráře Václava Čikla, biskupa Gorazda, kostelníka Václava Ornesta a jeho zetě Karla Loudu.

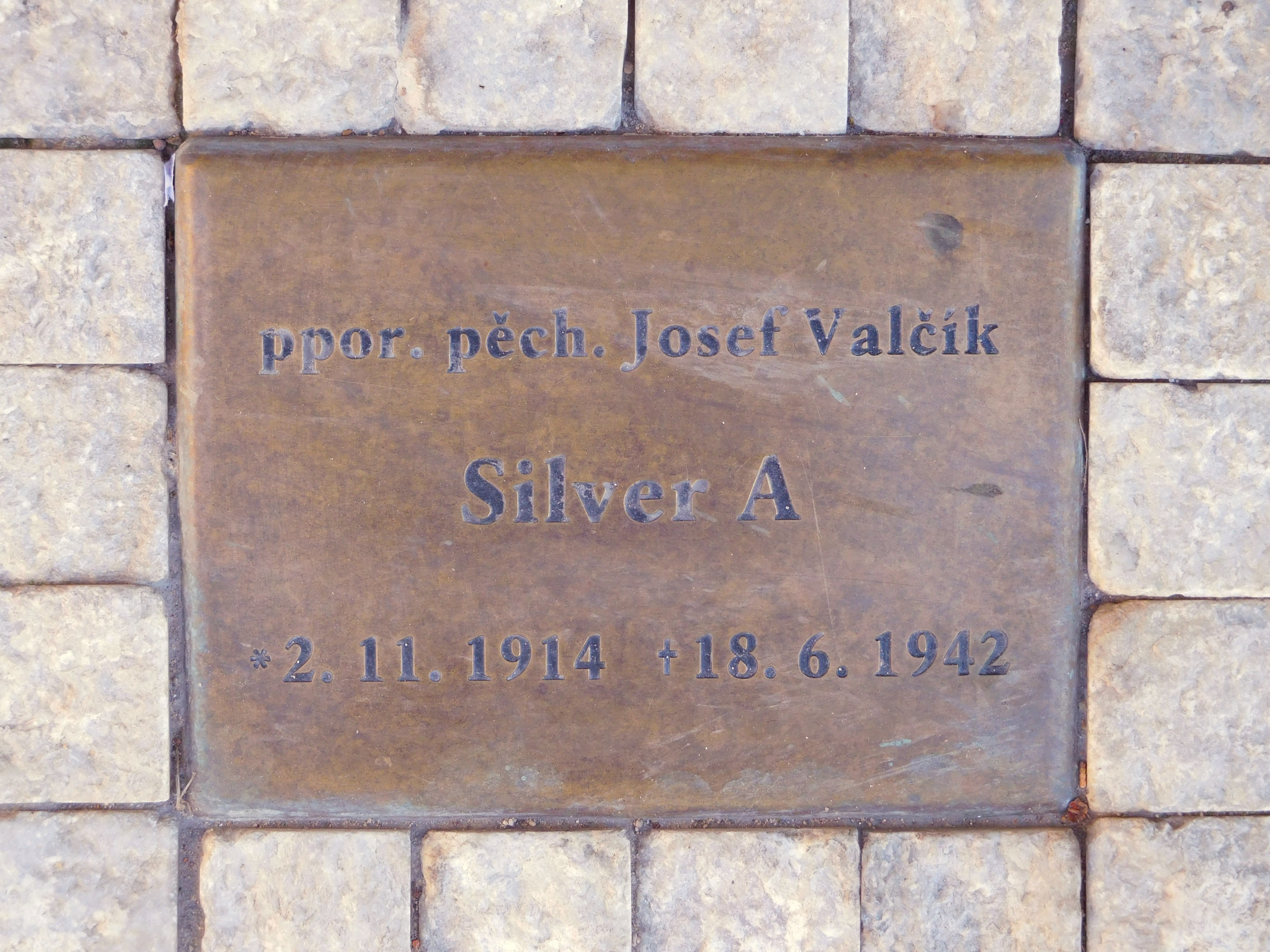
Pamětní deska Josefa Valčíka ve Václavské ulici

Podle tradované verze měl 18. června ráno pro parašutisty přijet pohřební vůz Vojtěcha Paura a vyvézt je mimo město. (Vlastislav Janík v dokumentu zveřejněném ÚSTR však uvádí, že Vojtěch Paur vyvezl v pohřebním voze ze Svépravic a ukryl padáky parašutistů; o plánovaném odvozu hrdinů z krypty se nezmiňuje.) Dále bylo plánováno jejich rozdělení do dvou nebo tří skupin, přičemž Valčík měl odejít na Moravu do Ruprechtova (okres Vyškov). K tomu však již nedošlo, neboť člen výsadku Out Distance Karel Čurda se již 16. června přihlásil na gestapu a vyzradil jemu známé pomocníky atentátníků. Gestapo dopadlo Vlastimila Moravce, který po krutém mučení vyzradil jména dalších spolupracovníků a místo pobytu parašutistů. 18. června 1942 v 4:15 byl kostel sv. Cyrila a Metoděje obklíčen více než 750 příslušníky SS. Němci se nejprve snažili dostat výsadkáře živé, avšak po asi dvou hodinách marného dobývání od této strategie upustili. Při obraně kostela z jeho ochozů nejprve zahynuli Opálka, Kubiš a Bublík. Zbylá čtveřice Valčík (oslabený těžkou nemocí a prudkými záchvaty kašle), Gabčík, Švarc a Hrubý se bránila v kryptě kostela. V bezvýchodné situaci ukončili svůj život sebevraždou. Josef jako hluboce věřící katolík sebevraždu vždy odsuzoval, ale věděl, co znamená dostat se živý do rukou gestapa. Podle pitevního protokolu se zastřelil pistolí ráže 6,35 mm ranou do pravého spánku. Těla parašutistů byla převezena do patologického ústavu, kde proběhla jejich identifikace. Na rohu Resslovy a Václavské ulice je do země vložena pamětní deska na místě, kam nacisti položili tělo zesnulého Josefa Valčíka spolu s ostatními šesti parašutisty. 
V roce 2002 byl Josef Valčík povýšen na plukovníka in memoriam.

## Nacistická odplata

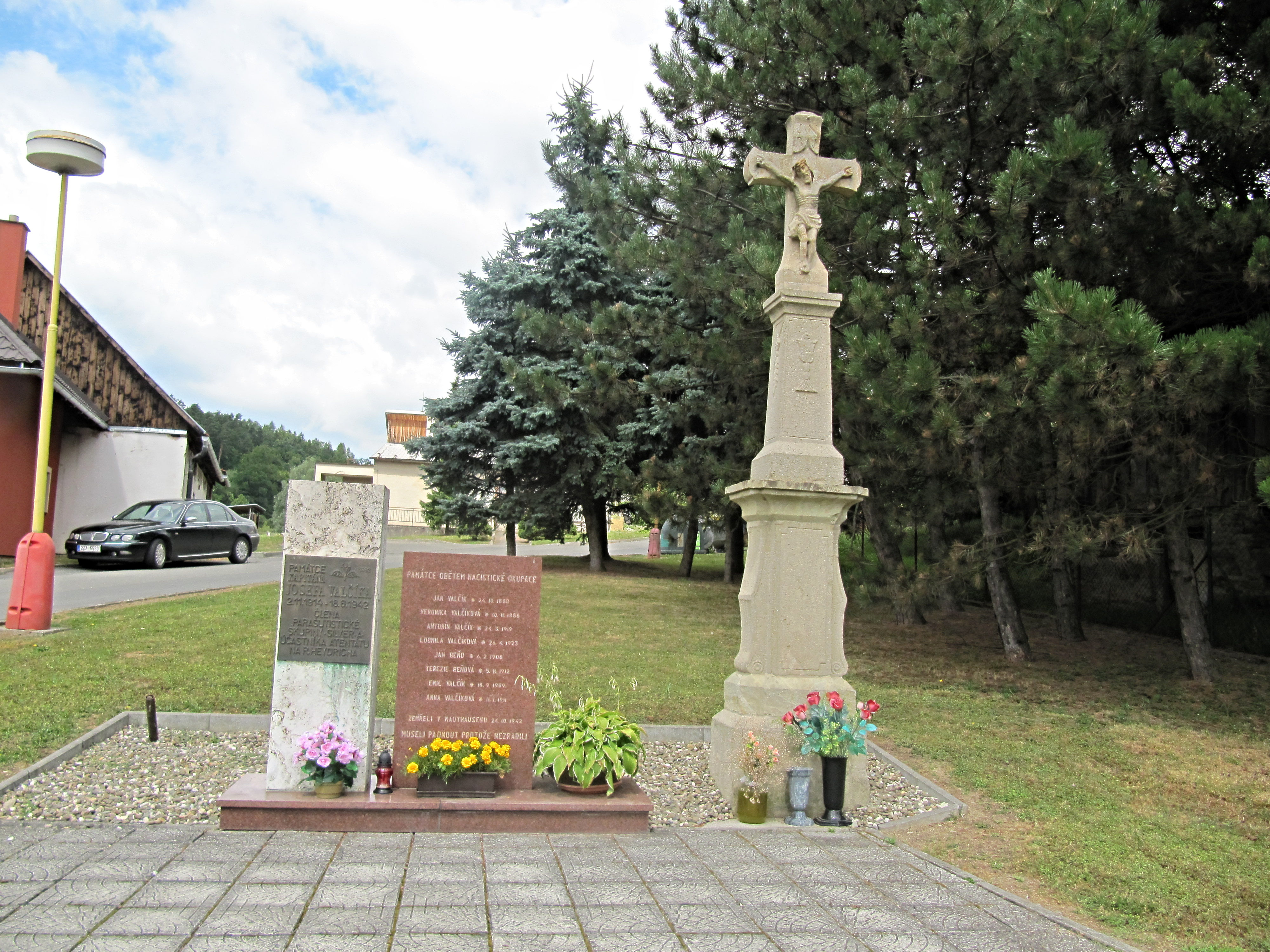
V rodné Smolině stojí památník Josefu Valčíkovi a jeho nejbližším

O situaci před Valčíkovou smrtí valašskokloboucký kaplan František Borák uvedl: „Valčíkova rodina, hlavně Josefovi mladší sourozenci, hledali v těch dnech radu o pomoc u mne. Snažil jsem se jim dodat naděje a útěchy. Situace byla den ze dne hrozivější. Nedalo mi to a znovu jsem zašel do Smoliny. Právě jsem probíral s Valčíkovými celou situaci, když tu před domem zabrzdilo policejní auto. V poslední chvíli jsem stačil vyskočit z okna do dvorku.
Tenkrát se gestapo omezilo pouze na několik otázek. Rodina zůstala ještě doma. Příštího dne byla neděle. Valčíkovi přišli do kostela, připravit se na smrt. Prosili mne, abych se postaral o jejich čtyři děti...“

V pondělí 15. a úterý 16. června začalo zatýkání, gestapo ze Smoliny odvezlo:
- rodiče Jana (* 1880) a Veroniku (* 1888) roz. Betíková
- svobodné sourozence Antonína (* 1919) a Ludmilu (* 1923)
- sestru Terezii Beňovou (* 1912) s manželem Janem (* 1908) (zatčeni ve Smolině)
- sestru Marii Kolaříkovou (* 1917) s manželem Josefem (* 1914) (zatčeni v Křekově)
- sestru Františku Sívkovou (* 1911) s manželem Františkem (* 1910) (zatčeni ve Střelné)
- bratra Aloise Valčíka (* 1908) s ženou Annou (* 1907) roz. Změlíkovou (zatčeni v Lipině)
- bratra Emila Valčíka (* 1909) s ženou Annou (* 1911) roz. Ležákovou (zatčeni v Brně)

14 členů členů jeho rodiny bylo zatčeno gestapem a transportováno do koncentračního tábora Mauthausen, kde bylo 13 z nich popraveno ihned po příjezdu 24. října 1942. Těhotná Valčíkova sestra Františka byla od rodiny oddělena a po porodu syna byla popravena v Mauthausenu 26. ledna 1943. Syn a jeho tři sourozenci byli adoptováni, po popravených zůstalo celkem patnáct sirotků.
V rodné Smolině stojí pomník Josefu Valčíkovi a jeho nejbližším.

## Po válce

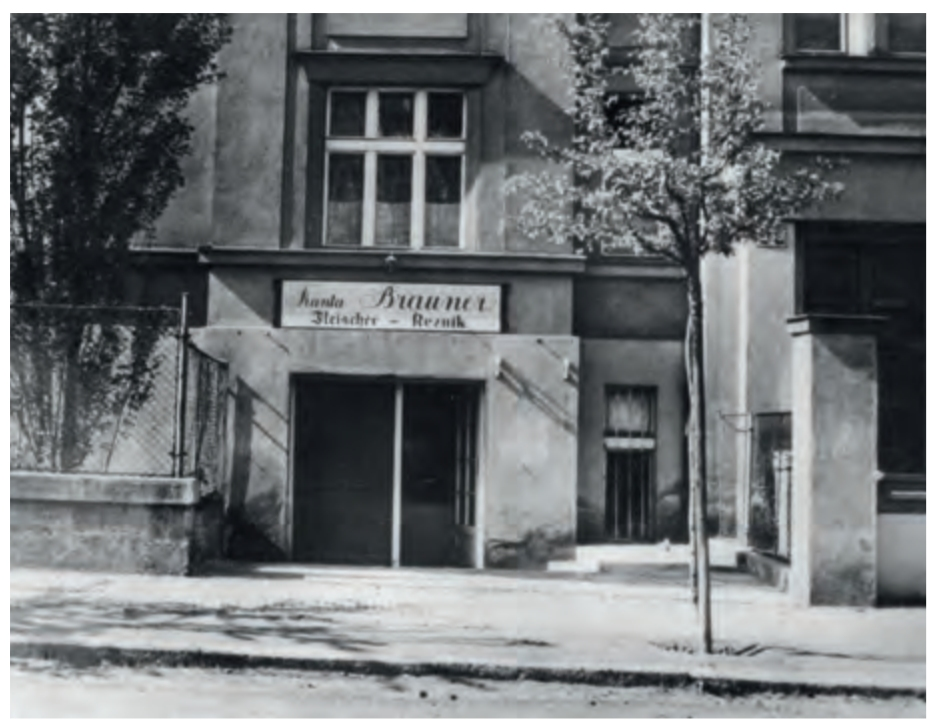
Řeznický krám Františka Braunera na adrese „Na Zápalčí“ 22 (dnes – 2021) na adrese Valčíkova 1153/22, 182 00 Praha 8 - Libeň

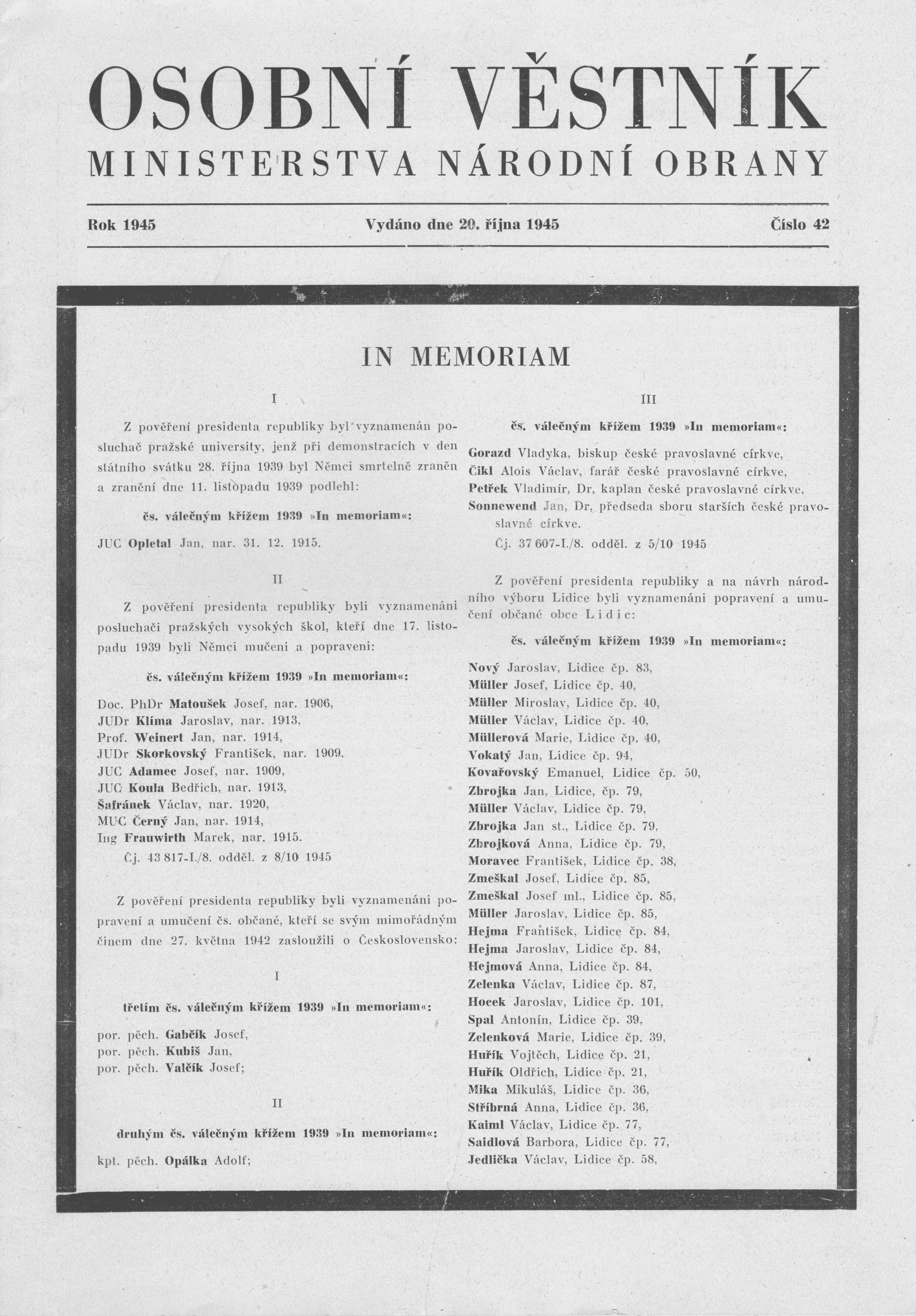
Osobní věstník MNO číslo 42 ze dne 20. října 1945 - titulní strana: udělení Československého válečného kříže 1939-1945

- Na památku Josefa Valčíka byla jeho busta usazena do národního památníku hrdinů heydrichiády při pravoslavném chrámu sv. Cyrila a Metoděje v Praze.
- Na chodníku na rohu Václavské a Resslovy ulice v Praze je pamětní destička s jeho jménem v místě, kde 18. června 1942 bylo položeno jeho mrtvé tělo. Na místě je celkem sedm destiček parašutistů, kteří padli v boji v kostele sv. Cyrila a Metoděje. Osmá destička nese jméno Jana Milíče Zelenky, který spáchal sebevraždu v záběhlickém "Husově háji" a jehož tělo sem bylo převezeno k dodatečné identifikaci.[13]
- Je po něm pojmenována ulice Valčíkova v Praze-Libni, která se za protektorátu jmenovala Na Zápalčí. V této ulici bývalo řeznictví Františka Braunera, do kterého vběhl Jozef Gabčík, když z místa atentátu prchal před Heydrichovým řidičem Kleinem.[14]

Seznam vyznamenání
- 16. leden 1942 –  - Československý válečný kříž 1939
- 28. říjen 1942 –  – druhý Československý válečný kříž 1939 in memoriam
- 7. březen 1944 –  - Pamětní medaile československé armády v zahraničí se štítkem Francie a Velké Británie
- 20. říjen 1945 –  – třetí Československý válečný kříž 1939 in memoriam
- 1949 –  Československý vojenský řád Za svobodu, Zlatá hvězda
- 1968 –  Řád rudé zástavy
- 2010 –  Kříž obrany státu ministra obrany České republiky[16]

## Odraz v kultuře
Po 2. světové válce vznikly stovky děl o atentátu na Heydricha.
- ve filmu Atentát ztvárnil Josefa Valčíka herec Jiří Kodet.
- Ve filmu Sokolovo měl roli Josefa Valčíka Jiří Klem.
- ve filmu Operace Silver A hrál Josefa Valčíka Aleš Háma.
- postavu Josefa Valčíka ve snímku Anthropoid ztvárnil Václav Neužil mladší.
- ve snímku Smrtihlav hrál Valčíka Australan Thomas M. Wright[17]
- o Josefově životě napsal v roce 1993 Petr Kubánek v knize Dal signál k atentátu na Heydricha